# Patrice Larcenet
 (octobre 2023).
Si vous disposez d'ouvrages ou d'articles de référence ou si vous connaissez des sites web de qualité traitant du thème abordé ici, merci de compléter l'article en donnant les références utiles à sa vérifiabilité et en les liant à la section « Notes et références ».
Pour les articles homonymes, voir Larcenet (homonymie).
Patrice Larcenet est né le 5 juin 1971. Il est l’auteur du jeu de rôles Raôul ainsi que coloriste et scénariste de bandes dessinées pour son frère Manu Larcenet.

## Publications
- Aïe woze djoking  (ill. couleur, avec Édika), 2003.

- Chaponoir  (ill. Ngo Ngam), t. 2, de Lamorthe, 2006.

- Crémèr et le maillon faible de Sumatra  (avec Daniel Casanave), 2008.

1. Crémèr et l'enquête intérieure  (avec Daniel Casanave), 2009.

- Dans mon space  (série en cours de quatre tomes avec James), Delcourt, depuis 2008.

- Shelley  (avec David Vandermeulen et Daniel Casanave), Le Lombard, 2012.
- Collectif, Vies tranchées - Les soldats fous de la grande guerre, Delcourt, 2010.